# Cattleya tigrina
Cattleya tigrina är en orkidéart som beskrevs av Achille Richard. Cattleya tigrina ingår i släktet Cattleya och familjen orkidéer. Inga underarter finns listade i Catalogue of Life.

## Bildgalleri

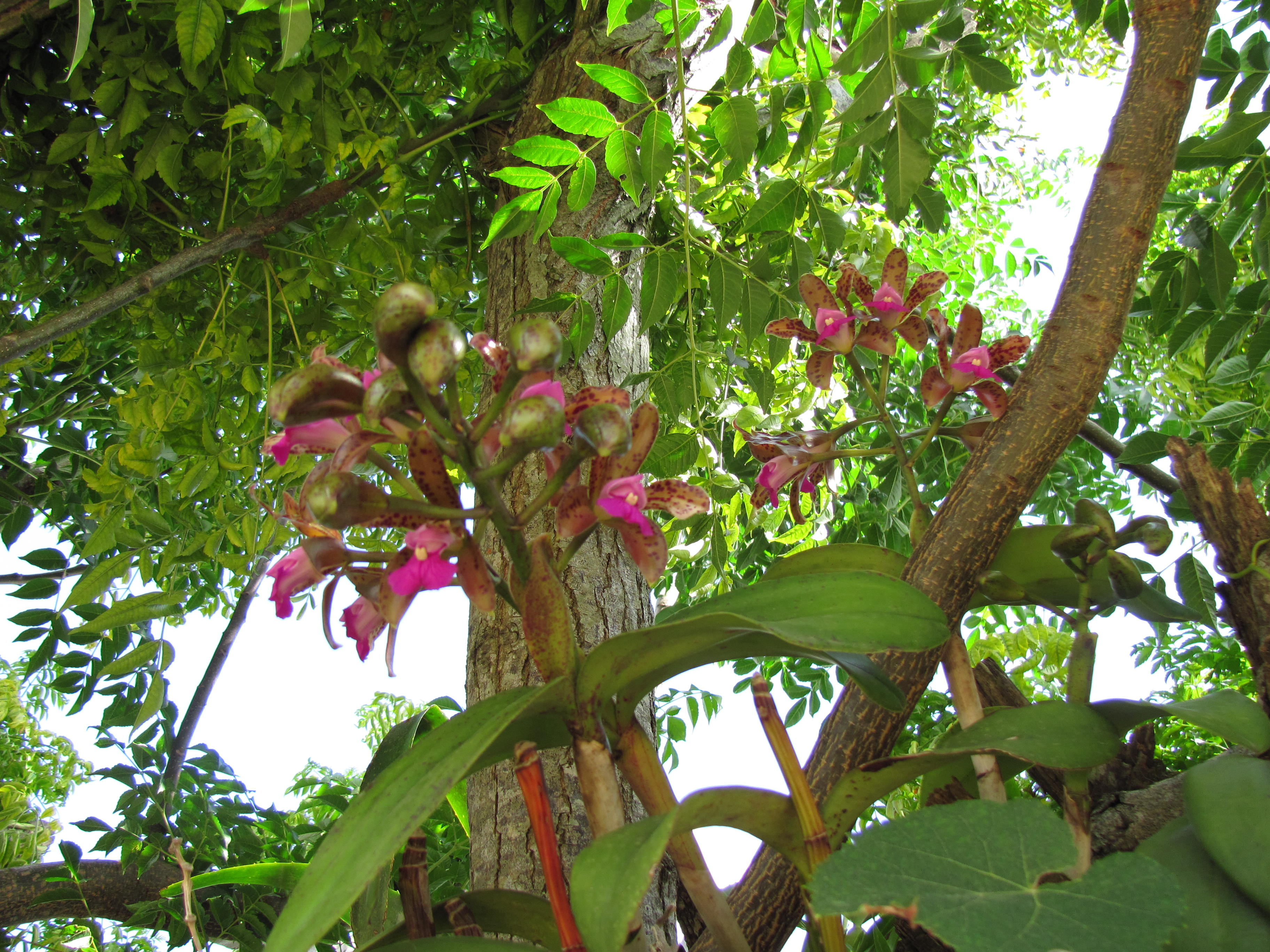
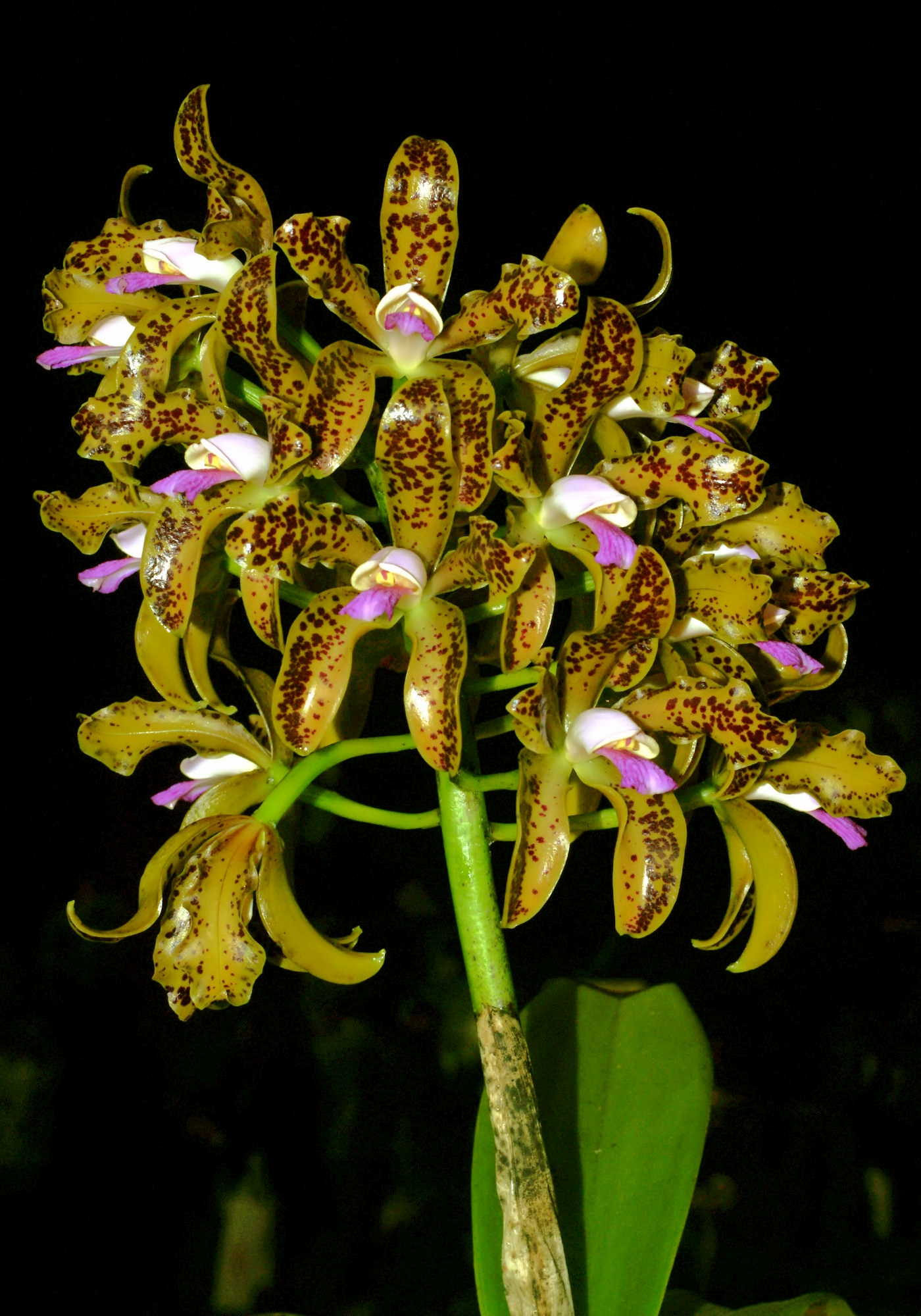
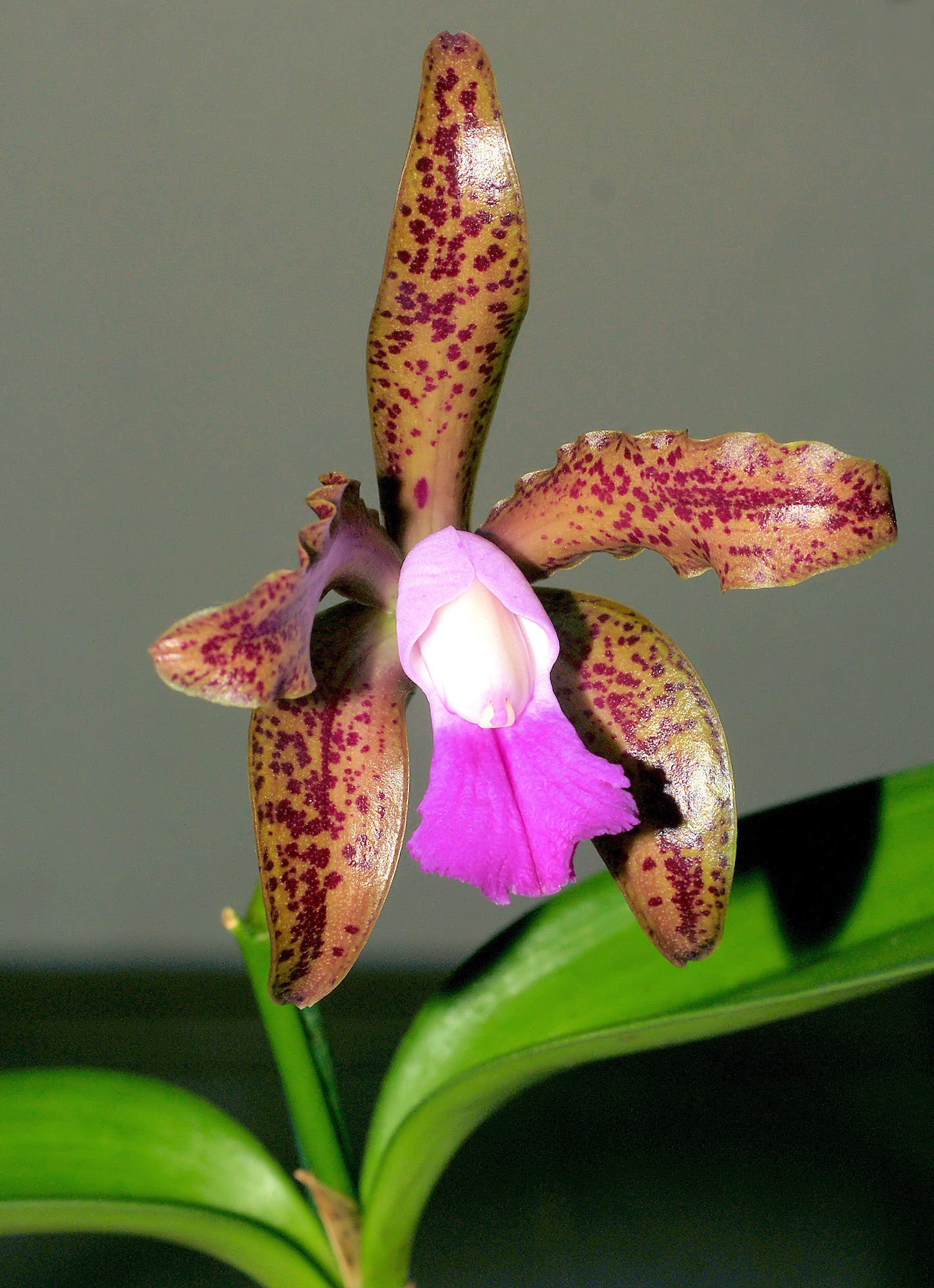
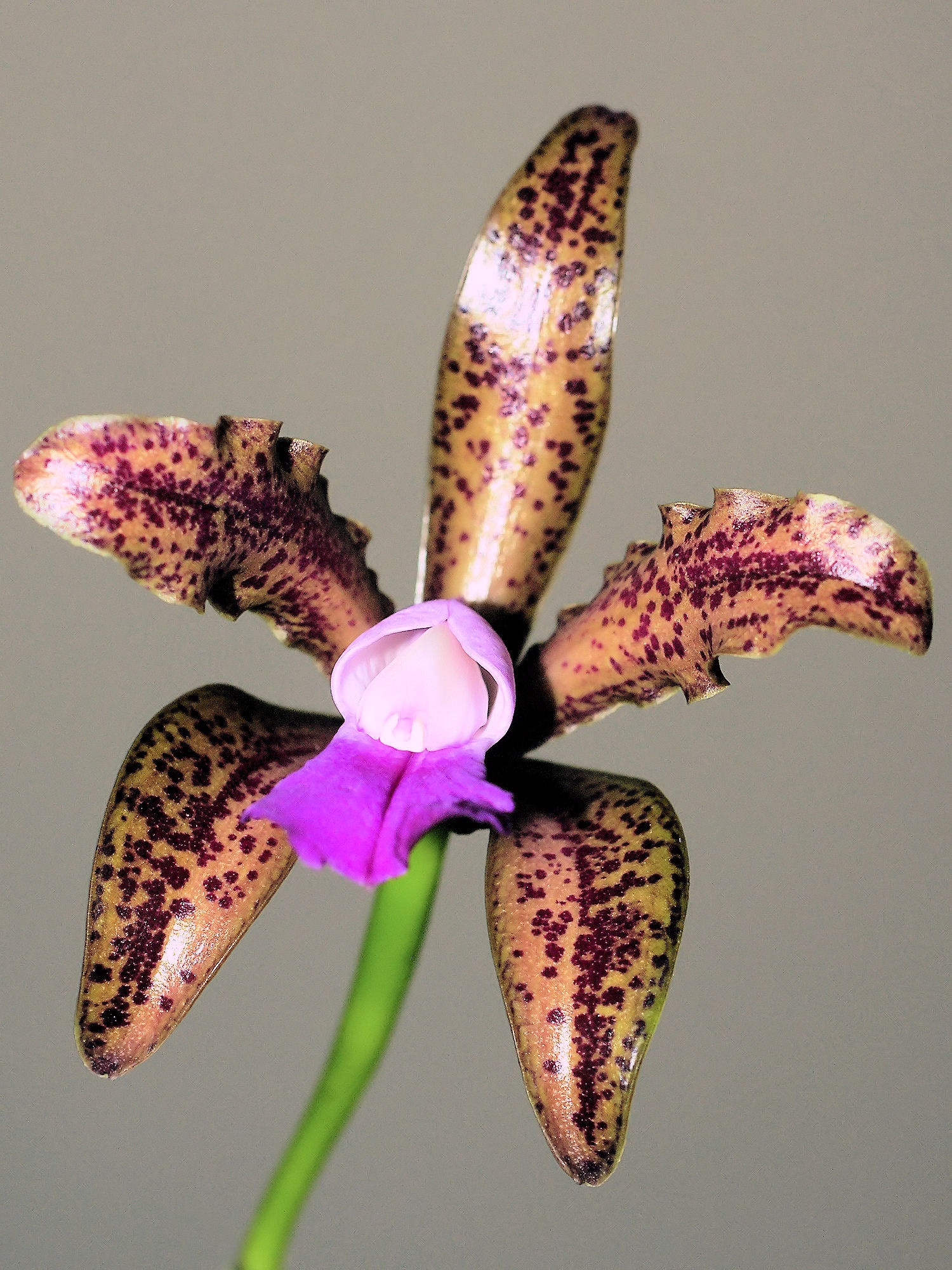
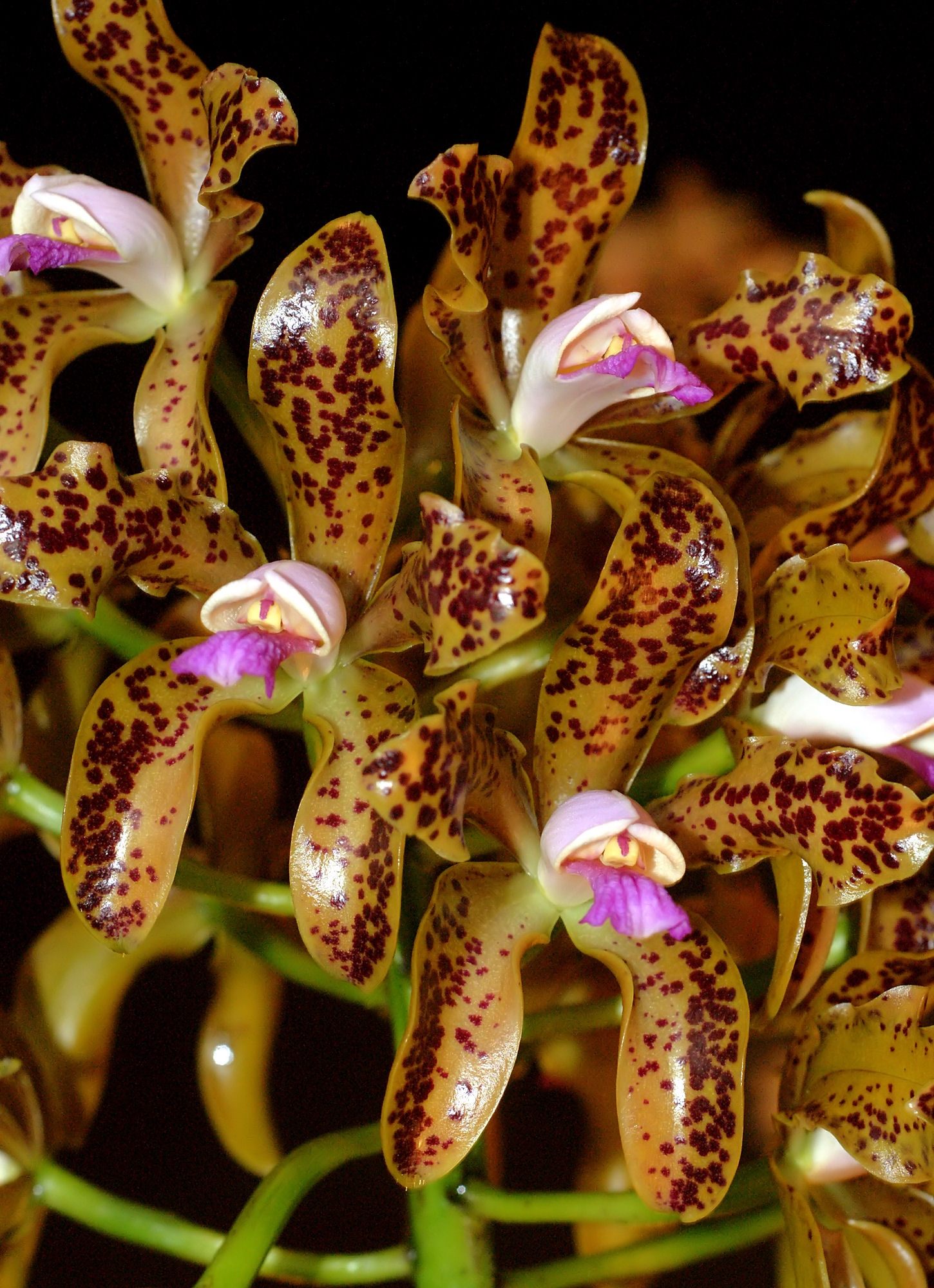
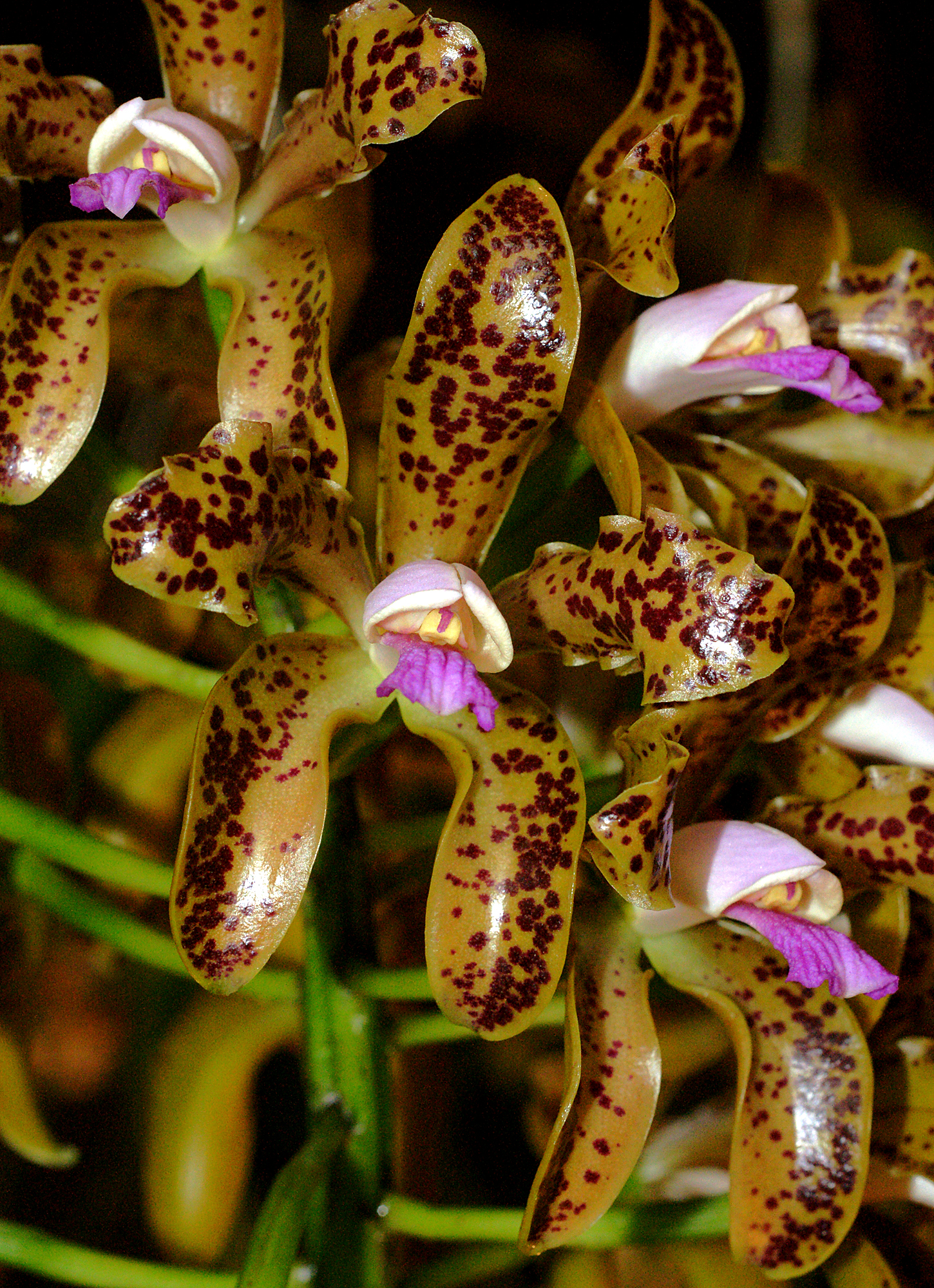